# Елизаветинка (Ленинградская область)
Елизаве́тинка (фин. Nakara) — деревня в Агалатовском сельском поселении Всеволожского района Ленинградской области.

## Название
Название деревни (в прошлом рабочей слободы) происходит от имени Елизаветы Николаевны Авдеевой, в замужестве Кайдановой, владелицы бумажной фабрики при мызе Кюлеятка (другие варианты написания — Кюлеятко, Килиятка).
Водохранилище (разлив, искусственное озеро) реки Охта, созданное для нужд фабрики, так же получило имя Елизаветинского. Усадьба Е. И. Кайдановой стояла на холме севернее деревни, на реке Ятки, впадающей в озеро Ройка и занимала 6 десятин.

## История
Елизаветинская бумажная фабрика упоминается на карте Ф. Ф. Шуберта в 1834 году. Кроме бумажной фабрики, в Елизаветинке в разные годы работали лесопильный и смологонный заводы.

ЕЛИСАВЕТИНСКАЯ БУМАЖНАЯ ФАБРИКА (КИЛИЯТКА) — мыза, принадлежит Кайдановой, действительной статской советнице.

При оной деревни:

а) Мустолова —  жителей по ревизии 124 м. п., 141 ж. п.;

б) Юдикюля —  жителей по ревизии 69 м. п., 84 ж. п.;

в) Суттела —  жителей по ревизии 15 м. п., 15 ж. п.;

г) Ривелимяки —  жителей по ревизии 26 м. п., 25 ж. п.;

д) Муратова —  жителей по ревизии 57 м. п., 64 ж. п.;

е) Кюлеятка —  жителей по ревизии 49 м. п., 60 ж. п.;

ж) Охта —  жителей по ревизии 11 м. п., 9 ж. п.;

з) Термолова —  жителей по ревизии 14 м. п., 19 ж. п.;

з) Максельки —  жителей по ревизии 20 м. п., 28 ж. п.; (1838 год)

В 1841 году помещица Кайданова на свои средства открыла первую в Елизаветинке школу, где под руководством конторского писаря обучались дети приписанных к заводу крепостных крестьян. После отмены крепостного права школу содержал помещик С. А. Ольхин, учительницей в ней была А. В. Левашова, и некоторое время Симо Лаппалайнен. Школа закрылась в конце 1860-х годов.
На этнографической карте Санкт-Петербургской губернии П. И. Кёппена 1849 года она обозначена как деревня «Nakara», расположенная в ареале расселения савакотов, а также указана смежная с ней деревня «Kylänjatko», расположенная в ареале расселения эвремейсов. В пояснительном тексте к этнографической карте деревня записана как Nakara (Papier fabrik, Мыза Елизаветинская) и указано количество её жителей на 1848 год: савакотов — 101 м. п., 108 ж. п., финнов — 8 м. п., 4 ж. п., всего 221 человек. Смежную с ней деревню Kylänjatko (Кюлеятка) населяли: эвремейсы — 48 м. п., 55 ж. п., ижора — 11 м. п., 16 ж. п. и финны — 9 м. п., 19 ж. п., всего 158 человек.

КЮЛИЯТКО — мыза жены действительного статского советника Кайдановой по почтовому Кекскольмскому тракту, 8 дворов, 54 души м. п. (1856 год)

В 1860 году деревня Елизаветинской Бумажной Фабрики насчитывала 72 двора и смежная с ней Кюлеятка — 20.

КЮЛИЯТКА — мыза владельческая при Кюлеятском разливе по Кюлеятской просёлочной дороге, 2 двора, 8 м. п., 6 ж. п.;

КЮЛИЯТКА — слобода владельческая при Кюлеятском разливе по Кюлеятской просёлочной дороге, 60 дворов, 201 м. п., 215 ж. п.; Фабрика писчебумажная. (1862 год)

- По данным 1856 года[9] и 1862 годов[11], немного северней, «при речке Кюлеятке» (современное название реки — Ятки), находилась мыза Лемболово (Кюлеятка), наследников действительного статского советника Лобри и две другие деревни, под такими же названиями — Кюлеятка, в одной из них располагалась Лемболовская почтовая станция.

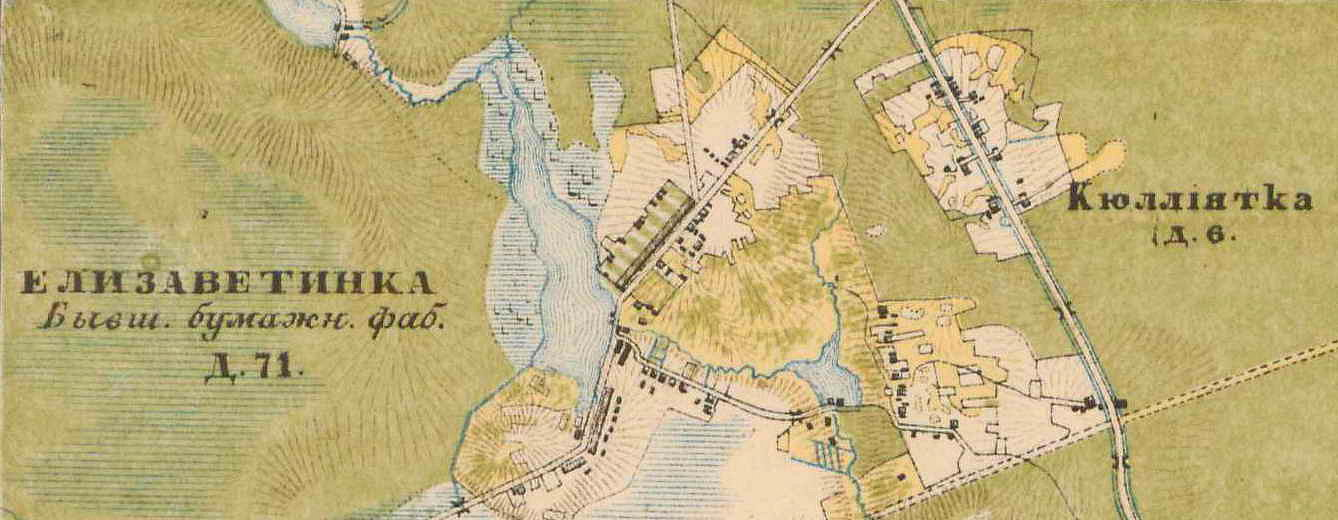
План деревни Елизаветинка. 1885 год.

В 1885 году, согласно карте окрестностей Петербурга, деревня Елизаветинка (Бывшая бумажная фабрика) насчитывала 71 двор, а смежная Кюллеятка — 6. Сборник же Центрального статистического комитета описывал деревню так:

ЕЛИЗАВЕТИНКА (БОЛЬШАЯ СЛОБОДА) — деревня бывшая владельческая Кюлиатской волости, дворов — 36, жителей — 196; Лавка. (1885 год).

ЕЛИЗАВЕТИНКА (НАКАРА) — деревня на земле Елизаветинского сельского общества по Елизаветинско-Меднинской проселочной дороге при р. Охте и пруде Верхний Разлив; 60 дворов, 244 м. п., 238 ж. п., всего 482 чел. народная школа, лесопильный завод и при нём биржа лесных материалов, 2 кузницы, 2 мелочные лавки. (1896 год)

В конце XIX — начале XX века деревня административно относилась к Лемболовской волости 4-го стана Санкт-Петербургского уезда Санкт-Петербургской губернии. Население деревни было смешанным — финско-ижорским.

ЕЛИСАВЕТИНКА — деревня Елисаветинского сельского общества Лемболовской волости, число домохозяев — 72, наличных душ: 203 м. п., 197 ж. п., всего 400; Количество надельной земли всего — 261/1921, пахотной — 65, под лесом — 12 (в десятинах/саженях). (1905 год)

В 1905 году в «Памятной книжке Санкт-Петербургской губернии» Елизаветинка упоминалась как «село в 5 верстах к северу от деревни Агалатово с лесопильным заводом Варшавского». Завод Леона Абрамовича Варшавского насчитывал тогда 47 рабочих.
В 1908 году в деревне проживал 521 человек из них 41 — дети школьного возраста (от 8 до 11 лет). По данным 1908 года, Елизаветинская земская 1-классная школа на 68 мест, открытая в 1898 году, работала в деревянном одноэтажном здании. Её попечительницей являлась Наталия Ивановна Брылкина, учителем — Николай Владимирович Овинцев. Уроки православного Закона Божьего вёл священник М. Петропавловский. Лютеранский Закон Божий вёл П. А. Бракс — впоследствии епископ Евангелическо-лютеранской церкви Ингрии, пение — Н. В. Овинцев, рукоделие — М. П. Овинцева.
По данным 1910 года должность директора земской школы (Елизаветинского училища) занимал Н. В. Овинцев, завучем был П. А. Бракс. В школе было 59 учеников: 35 мальчиков (23 из них лютеране) и 24 девочек (9 лютеране).
По данным 1914 года Николай Владимирович Овинцев продолжал работал школьным учителем.
С 1917 по 1923 год деревня входила в состав Елизаветинского сельсовета Лемболовской волости Петроградского уезда.
С 1923 года в составе Куйвозовского сельсовета Ленинградского уезда.
Согласно переписи населения СССР 1926 года:

ЕЛИЗАВЕТИНКА — деревня в Елизаветинском сельсовете Куйвозовской волости, 65 хозяйств, 292 души.
 
Из них: русских — 20 хозяйств, 88 душ (40 м. п. и 48 ж. п.); ингерманландцев — 42 хозяйства, 196 душ (86 м. п. и 110 ж. п.); суоми — 3 хозяйства, 8 душ (4 м. п. и 4 ж. п.) (1926 год)

В состав сельсовета по данным переписи населения 1926 года входили деревни: Елизаветинка, Охта, Термолово и Кюляятка. Сельсовет находился в составе Куйвозовской волости Ленинградского уезда. В том же 1926 году был организован Елизаветинский финский национальный сельсовет, население которого составляли: финны — 510, русские — 367, другие нац. меньшинства — 11 человек.
С 1927 года в составе Куйвозовского финского национального района.
По административным данным 1933 года Елизаветинский сельсовет Куйвозовского района состоял из деревень: Елизаветино, Охта, Термолово и Кюльятки.
С 1935 года в составе Токсовского финского национального района.
До 1936 года — место компактного проживания ингерманландских финнов. В течение мая-июля 1936 года финское население деревни было выселено в восточные районы Ленинградской области. Выселение осуществлялось в Бабаевский, Боровичский, Вытегорский, Кадуйский, Ковжинский, Мошенской, Мяксинский, Пестовский, Петриневский, Пришекснинский, Устюженский, Хвойнинский, Чагодощенский, Череповецкий и Шольский районы. В настоящее время они входят в состав Вологодской и Новгородской областей.
Национальный сельсовет был ликвидирован весной 1939 года. С 1939 года, в составе Вартемягского сельсовета Парголовского района.

Деревня Елизаветинка на карте 1940 года

Согласно топографической карте РККА 1940 года деревня насчитывала 55 дворов.
С 1954 года в составе Всеволожского района.
В 1958 году население деревни составляло 122 человека.
В 1966, 1973 и 1990 годах деревня также входила в состав Вартемягского сельсовета.
В 1997 году в деревне Елизаветинка Вартемягской волости проживали 480 человек, в 2002 году — 344 человека (русские — 82%).
В 2007 году в деревне Елизаветинка Агалатовского СП — 355, в 2010 году — 362 человека.

## География
Расположена в северо-западной части района на автодороге 41К-073 (Елизаветинка — Медный Завод).
Расстояние до административного центра поселения — 6 км.
Расстояние до ближайшей железнодорожной станции Левашово — 27 км.
Деревня находится на реке Охта у озера Елизаветинского.

## Демография
Изменение численности населения:
| 1848 | 1862  | 1885 | 1896 | 1905 | 1926 | 1958 |
| ---- | ----- | ---- | ---- | ---- | ---- | ---- |
| 379  | ↘230  | ↘196 | ↗482 | ↘400 | ↘292 | ↘122 |
| 1997 | 2002  | 2007 | 2010 | 2011 | 2012 | 2013 |
| ↗480 | ↘344  | ↗355 | ↗362 | ↘358 | ↗370 | ↗373 |
| 2014 | 2017  |      |      |      |      |      |
| ↘372 | ↗1451 |      |      |      |      |      |

Национальный состав
Согласно данным Всероссийской переписи населения 2021 года в деревне проживали 322 человека, из них:
 русские — 259, украинцы — 19, марийцы — 8, белорусы — 5, татары — 0, азербайджанцы — 2, арабы — 1, башкиры — 1, буряты — 1, евреи — 1, немцы — 1, поляки — 1, табасараны — 1, чуваши — 1, другие национальности — 9 человек, остальные национальность не указали.

## Инфраструктура
По информации на 2014 и 2019 годы в деревне было учтено 153 домохозяйства. Количество домов за последние годы изменялось.
Рядом с Елизаветинкой расположена воинская часть — 18-й инженерно-испытательный полигон Минобороны.
В окрестностях ведётся активное коттеджное строительство.

## Садоводства
Гранат.